# N.V. Elmar
De Naamloze Vennootschap Electriciteit-Maatschappij Aruba (Elmar) is de exclusieve leverancier van elektriciteit op Aruba. De huidige leveringsconcessie loopt tot 15 februari 2026.

## Diensten en distributienet

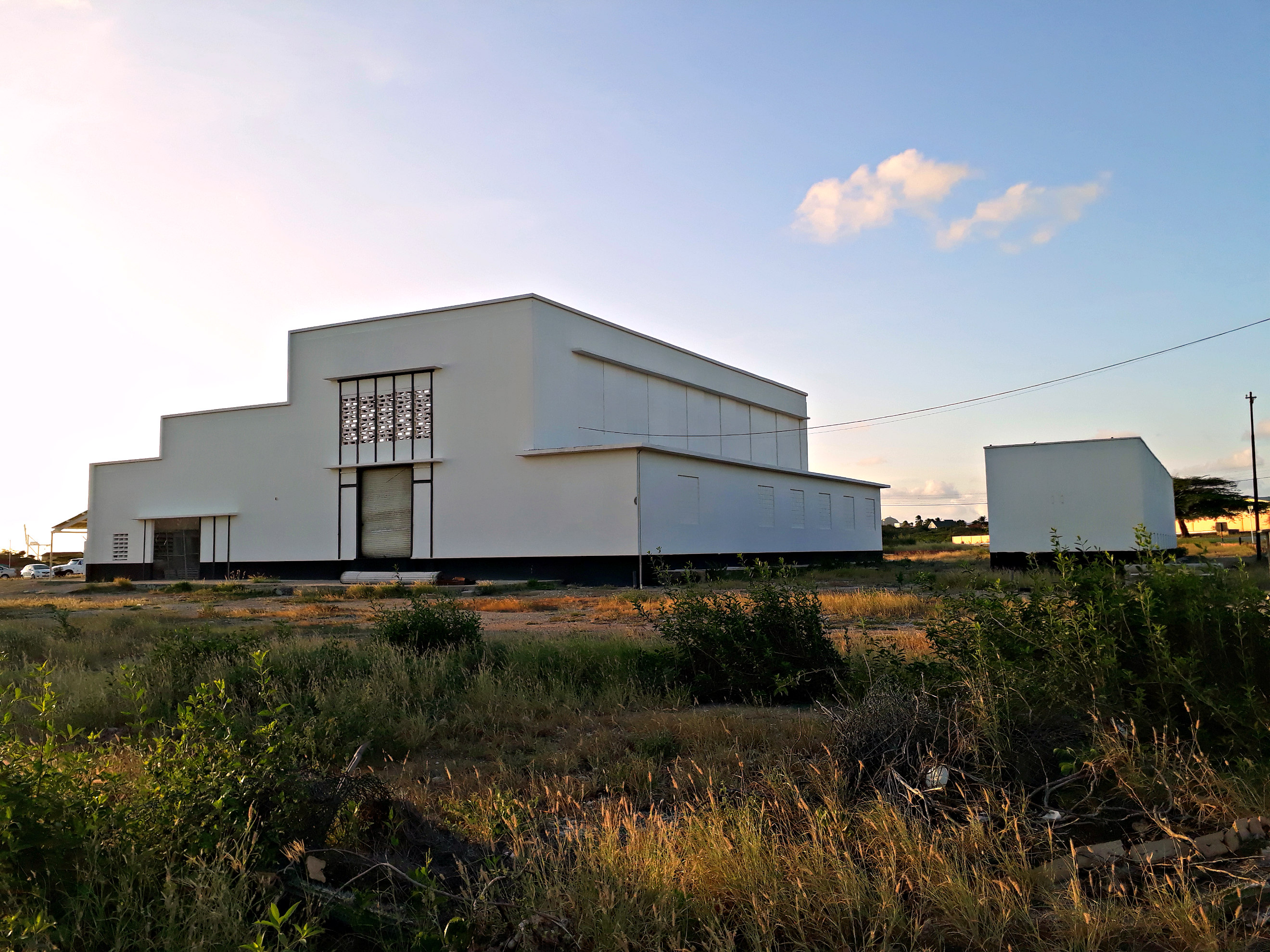
Een voormalige Elmar-substation te Pos Chikito met monumentstatus

Elmar richt zich primair op het leveren van stroom aan circa 41.000 afnemers. Op dit moment koopt Elmar alle stroom van het water- en energiebedrijf WEB Aruba N.V.; slechts een klein deel van de inkoop is afkomstig van andere partijen zoals het onder onafhankelijk beheer opererende zonnepark, gelegen voor de luchthaven Koningin Beatrix of van "Distributed Generation"-aansluitingen die via het net terugleveren.
Het distributienet voor de energietransport heeft 7 schakelstations verspreid over het eiland. De bekabeling bedraagt thans 965 km bovengronds en 1170 km ondergronds. Elmar is verantwoordelijk voor het aanleggen, uitbreiden en onderhouden van dit net. Verder draagt Elmar zorg voor de verlichting in de openbare ruimte. Hieronder vallen ruim 13.000 palen uitgerust met LED-lampen.

## Geschiedenis
Van 1923 tot 1930 verzorgden de gebroeders A.J.P. en J. van Meeteren de opwekking en distributie van electriciteit in Oranjestad, waar de fabriek aan de Windstraat lag. In 1931 kreeg John G. Eman een 25-jarige concessie voor Oranjestad en omgeving. Zijn bedrijf ging in 1950 over in handen van de Nederlands-Indische Gasmaatschappij, later de Overzeese Gas- en Elektriciteitsmaatschappij N.V. (OGEM), die een concessie kreeg voor vijftig jaar.
De elektriciteitsvoorziening werd in november 1950 overgenomen door het pas opgerichte Elmar, met OGEM als grondaandeelhouder en de overheid als minderheidsaandeelhouder. Na 1964 beperkte Elmar zich tot distributie van elektriciteit en sluit hiertoe een leveringsovereenkomst met WEB Aruba N.V. Het faillissement van OGEM en het beleid de Arubaanse regering om zeggenschap te hebben over alle nutsbedrijven op Aruba mondden uit in 1990 uit in een overname van alle aandelen door de overheid. Aan de financiering van de aankoop werd de eis gekoppeld dat het beheer van de aandelen in een houdstermaatschappij moest worden ondergebracht. Hiertoe werd op 30 juli 1990 Utilities Aruba N.V. opgericht.